# Вътрешен кръг на психоанализата
Вътрешният кръг на психоанализата (на английски: Inner circle) се състои от най-близките аналитици около Зигмунд Фройд, включително той самия.
През годините поради скъсването на отношенията на Фройд със значителен брой психоаналитици от този кръг излизат много аналитици. В него се включват:
- Алфред Адлер,
- Карл Юнг (президент на Международната психоаналитична асоциация, 1910 – 1913),
- Ото Ранк,
- Шандор Ференци (МПА президент, 1920),
- Ърнест Джоунс (президент на МПА през 1922 – 1924; 1934 – 1949),
- Вилхелм Райх,
- Макс Айтингон (президент на МПА, 1925, 1927 – 1932),
- Карл Абрахам (президент на МПА, 1918, 1925),
- Ханс Закс,
- Вилхелм Щекел,
- а по-късно и дъщерята на Фройд Ана Фройд и други.

## Анотирана Библиография
- Phyllis Grosskurth, The Secret Ring: Freud's Inner Circle and the Politics of Psychoanalysis, Addison-Wesley Pub. Co., 1991, ISBN 0-201-09037-6.

Книгата разказва за тайния комитет около Фройд, създаден за да осигури продължението на психоанализата.
- Brenda Webster, Vienna Triangle: A Novel, Wings Press, 2009, ISBN 0-916727-50-5.

Роман, който разказва за млада жена изследваща историческото развитие на фройдовата психоанализа.